# Юридична конструкція податку
Юриди́чна констру́кція пода́тку — це спосіб надання податку юридичної сили шляхом законодавчого визначення елементів його внутрішньої структури. Цей термін відноситься до загальної частини податкового права.
Виходячи з нормативно-визначеного елементного складу юридичної конструкції податку, можна виділити дві юридичні конструкції податку: ідеальну, реальну.
Ідеальна юридична конструкція податку відображає перерозподільні відносини між платником податків і публічним суб'єктом, в яких кожна з сторін належним чином виконує свої обов'язки.
Ідеальна юридична конструкція податку в цілому збігається з переліком елементів, визначеним в статті 3 Закону України «Про систему оподаткування», дана стаття розкриває принцип єдиного підходу до побудови системи оподаткування.
Реальна юридична конструкція податку складається із елементів які відображають всі перерозподільні відносини, як ті, які складаються в процесі належного виконання своїх обов'язків суб'єктами, так і ті, які виникають в процесі неналежного виконання ними своїх обов'язків.
Податкове законодавство України дозволяє виділити такий елементний склад реальної юридичної конструкції податку: суб'єкт податку, бюджет (фонд) надходження податку, об'єкт податку, предмет податку, масштаб податку, податкова база, податковий період, одиниця оподаткування, податкова ставка, порядок обчислення податку, строк сплати податку, звітний період з податку, порядок сплати податку, податкові пільги, підстави для одержання податкових пільг, порядок стягнення податкового боргу, порядок повернення надміру сплачених сум податку чи стягненого податкового боргу, відповідальність за податкове правопорушення.
Залежно від функціонального призначення, елементи юридичної конструкції податку поділяються на три групи:
- фіскальні елементи (суб'єкт податку, об'єкт податку, предмет податку, податкова база, ставка податку, податкові пільги, підстави для одержання податкових пільг);
- організаційні елементи (масштаб податку, податковий період, одиниця оподаткування, порядок обчислення податку, строк сплати податку, звітний період, порядок сплати податку, бюджет(фонд) надходження);
- захисні елементи (порядок стягнення податкового боргу, порядок повернення надміру сплачених сум податку чи стягненого податкового боргу, відповідальність за податкове правопорушення).

Перші дві групи характерні для ідеальної конструкції податку. Реальна юридична конструкція представлена всіма трьома групами.